# Палеоантропологија
Палеоантропологија је наука која проучава фосилне остатке хоминида. Њена методологија је специфична и може се поделити на неколико области: статиграфска подела и хронологија, метричка и морфолошка анализа, системи груписања фосилних предака. Највише је упућена на приматологију, геологију, упоредну анатомију, археологију, као и различите физичке и хемијске анализе.